# Syllepte textalis
Syllepte textalis là một loài bướm đêm trong họ Crambidae.